# (25507) 1999 XB96
1999 XB96 (asteroide n.º 25507) es un asteroide de la cinturón principal. Posee una excentricidad de 0,21842630 y una inclinación de 6,05293º.
Este asteroide fue descubierto el 9 de diciembre de 1999 por Takao Kobayashi en Oizumi.